# Мейо (Південна Кароліна)
Мейо (англ. Mayo) — переписна місцевість (CDP) в США, в окрузі Спартанберг штату Південна Кароліна. Населення — 1567 осіб (2020).

## Географія
Мейо розташоване за координатами 35°5′9″ пн. ш. 81°51′12″ зх. д. / 35.08583° пн. ш. 81.85333° зх. д. (35.085704, -81.853452).  За даними Бюро перепису населення США в 2010 році переписна місцевість мала площу 7,88 км², уся площа — суходіл.

## Демографія
Згідно з переписом 2010 року, у переписній місцевості мешкали 1592 особи в 641 домогосподарстві у складі 446 родин. Густота населення становила 202 особи/км².  Було 732 помешкання (93/км²).
Расовий склад населення:
| - 94,2 % — білих - 3,1 % — чорних або афроамериканців - 0,3 % — азіатів - 0,1 % — корінних американців |

До двох чи більше рас належало 1,4 %. Частка іспаномовних становила 2,6 % від усіх жителів.
За віковим діапазоном населення розподілялося таким чином: 22,0 % — особи молодші 18 років, 61,9 % — особи у віці 18—64 років, 16,1 % — особи у віці 65 років та старші. Медіана віку мешканця становила 41,3 року. На 100 осіб жіночої статі у переписній місцевості припадало 95,6 чоловіків;  на 100 жінок у віці від 18 років та старших — 93,5 чоловіків також старших 18 років.
Середній дохід на одне домашнє господарство  становив 56 305 доларів США (медіана — 66 250), а середній дохід на одну сім'ю — 71 206 доларів (медіана — 79 271). За межею бідності перебувало 9,7 % осіб, у тому числі 0,0 % дітей у віці до 18 років та 29,4 % осіб у віці 65 років та старших.
Цивільне працевлаштоване населення становило 449 осіб. Основні галузі зайнятості: освіта, охорона здоров'я та соціальна допомога — 34,1 %, виробництво — 22,5 %, науковці, спеціалісти, менеджери — 9,8 %, роздрібна торгівля — 9,6 %.